# Kusanats Anapat
Kusanats Anapat (en armenio: Կուսանաց անապատ 'Convento de las doncellas'), o Surb Astvatsatsin (en armenio: Սուրբ Աստվածածին 'Santa Madre de Dios') es un monasterio armenio en el distrito de Kalbayar, Azerbaiyán, a unos 3 kilómetros al noroeste del monasterio de Dadivank.

## Historia y arquitectura

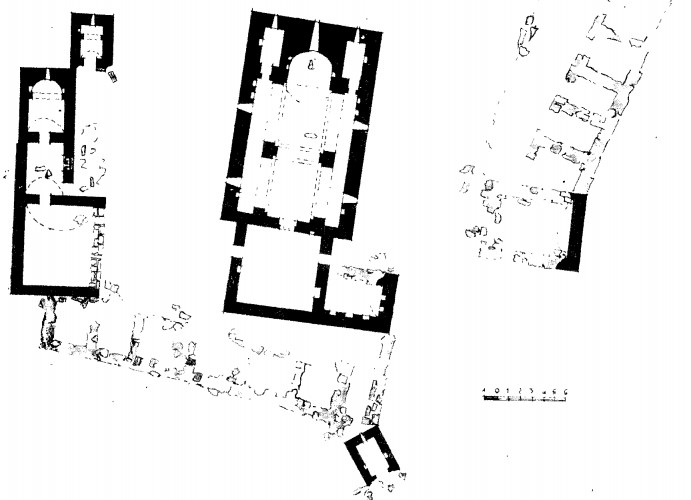
Plano del Monasterio de la Santa Madre de Dios

### Primeros registros
El monasterio es parte de la Diócesis de Artsaj de la Iglesia Apostólica Armenia, y consta de la iglesia catedral de San Astvatsatsin y cerca de 20 estructuras y habitaciones, el complejo tiene forma de cruz.
No existen datos sobre la fecha exacta de la construcción o qué santo le fue dedicado. El edificio más antiguo es la Iglesia de San Astvatsatsin, que tiene la inscripción; "...princesa hija del rey Kyurike... en 1174".
El monasterio sirvió como refugio para monjas hasta el año 1797 tras la invasión del Aga Muhammad Khan.
También existe la leyenda de que los invasores persas se llevaron la Vera Cruz revestida en plata que se encontraba en el monasterio, pero seis meses después, "la cruz se convirtió en un halcón y regresó de vuelta a su lugar en su forma original".

### Período moderno
De acuerdo con el experto en monumentos Samvel Karapetyan, frente a la pequeña iglesia oriental, hasta 1989, dos jachkars se colocaron uno al lado del otro en su lugar original. Mientras formaba parte de la República Socialista Soviética de Azerbaiyán, el monumento sufrió mucho y se intentó eliminar los indicios de sus orígenes armenios para presentarlo como un monasterio albanés caucásico. Estos jachkars habían desaparecido cuando las fuerzas armenias tomaron el control de la región en abril de 1993, pero las inscripciones hechas en ellos habían quedado registradas.
En 1994, tras el fin de la Primera Guerra de Nagorno-Karabaj, el monasterio quedó bajo el control de la autoproclamada República de Artsaj.
A raíz de la segunda guerra de Nagorno-Karabaj en 2020, que resultó en un acuerdo de alto el fuego que estipulaba la retirada armenia de Kalbayar y la devolución del área circundante a Azerbaiyán, el monasterio se incluyó en el territorio que quedó bajo el control de Azerbaiyán.
En octubre de 2021 circuló en redes un video en el que aparecían soldados azerbaiyanos profanando y vandalizando el monasterio, en él pueden apreciarse jachkars rotos en el suelo.

## Galería

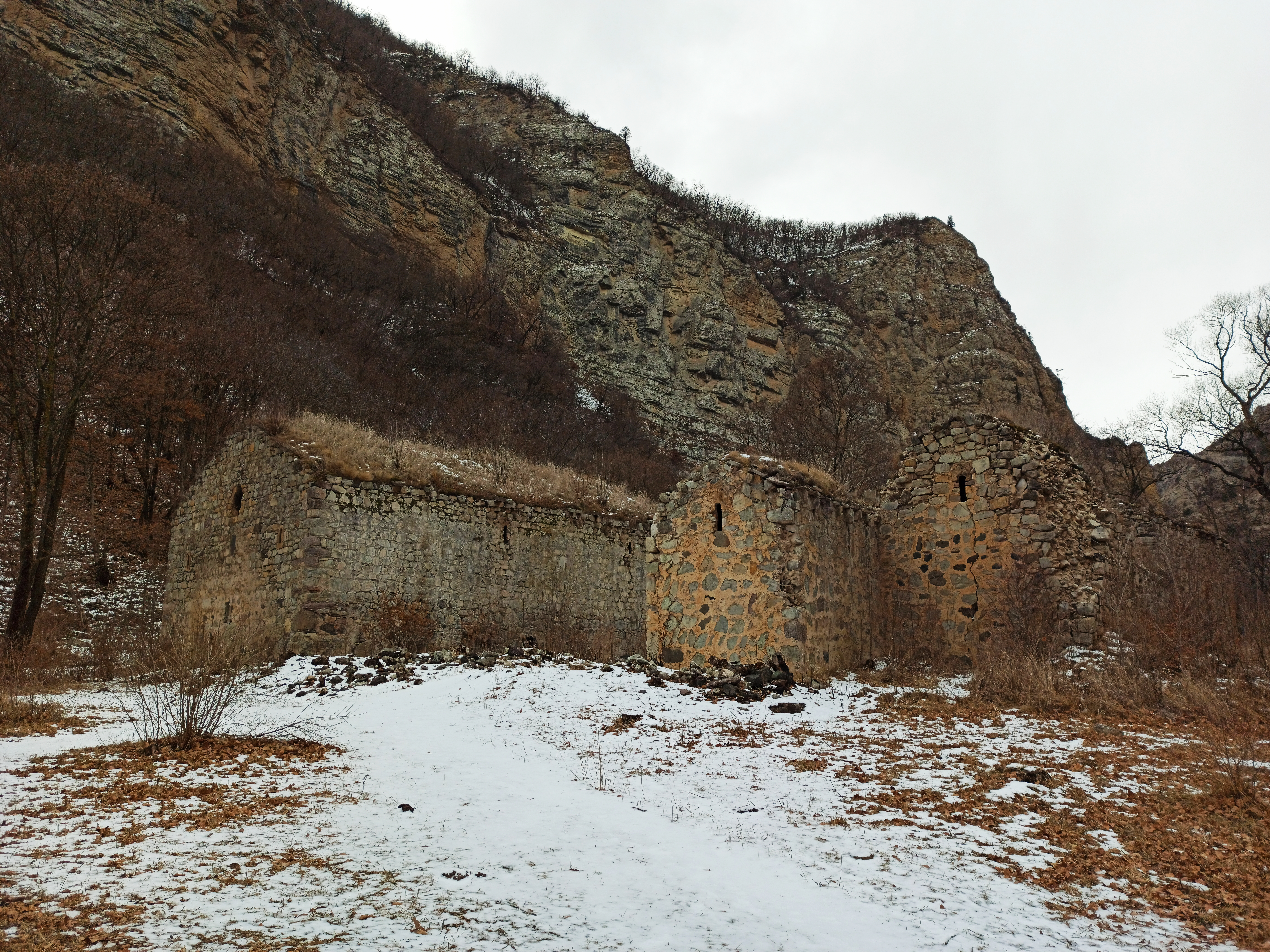
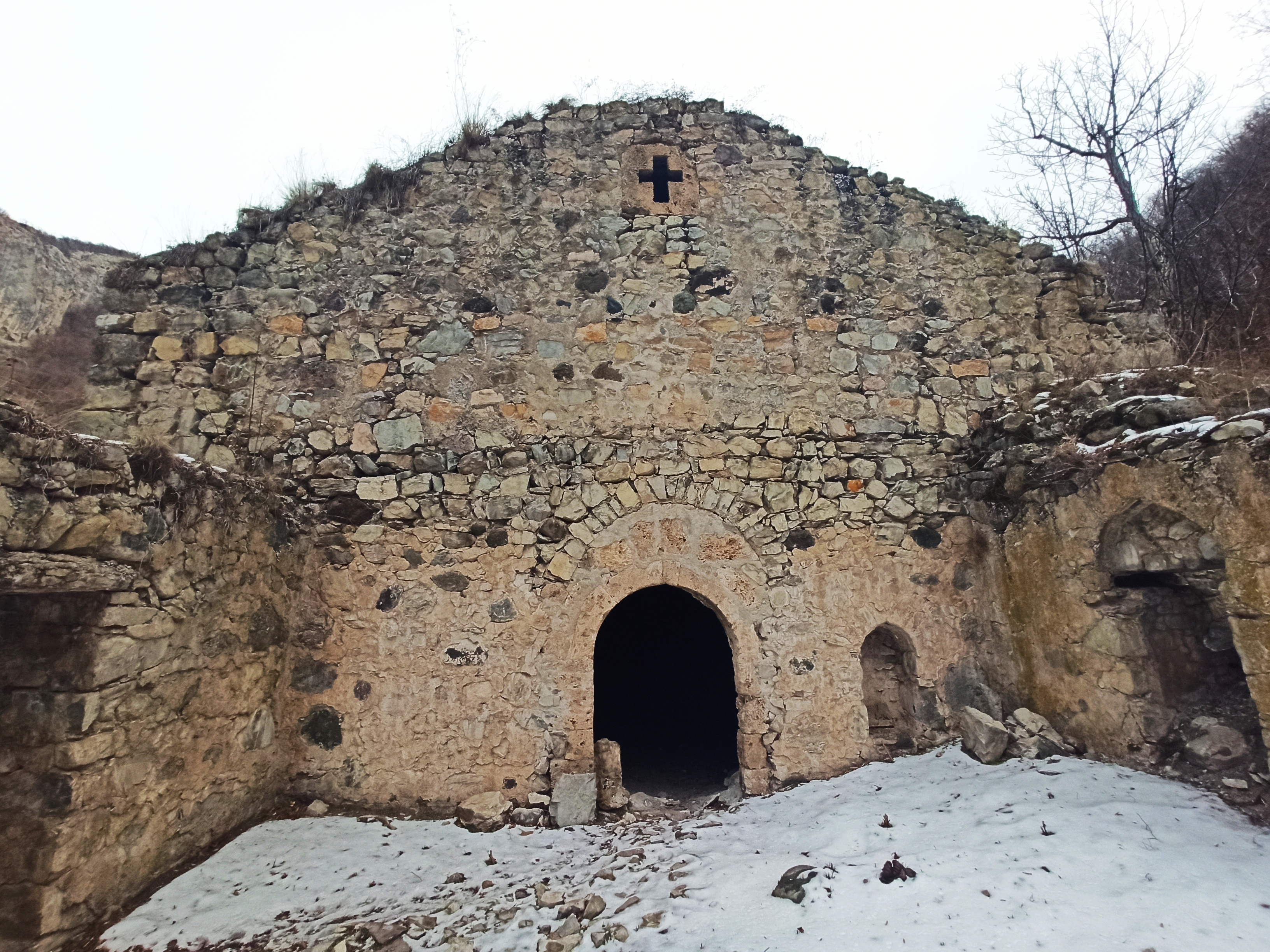
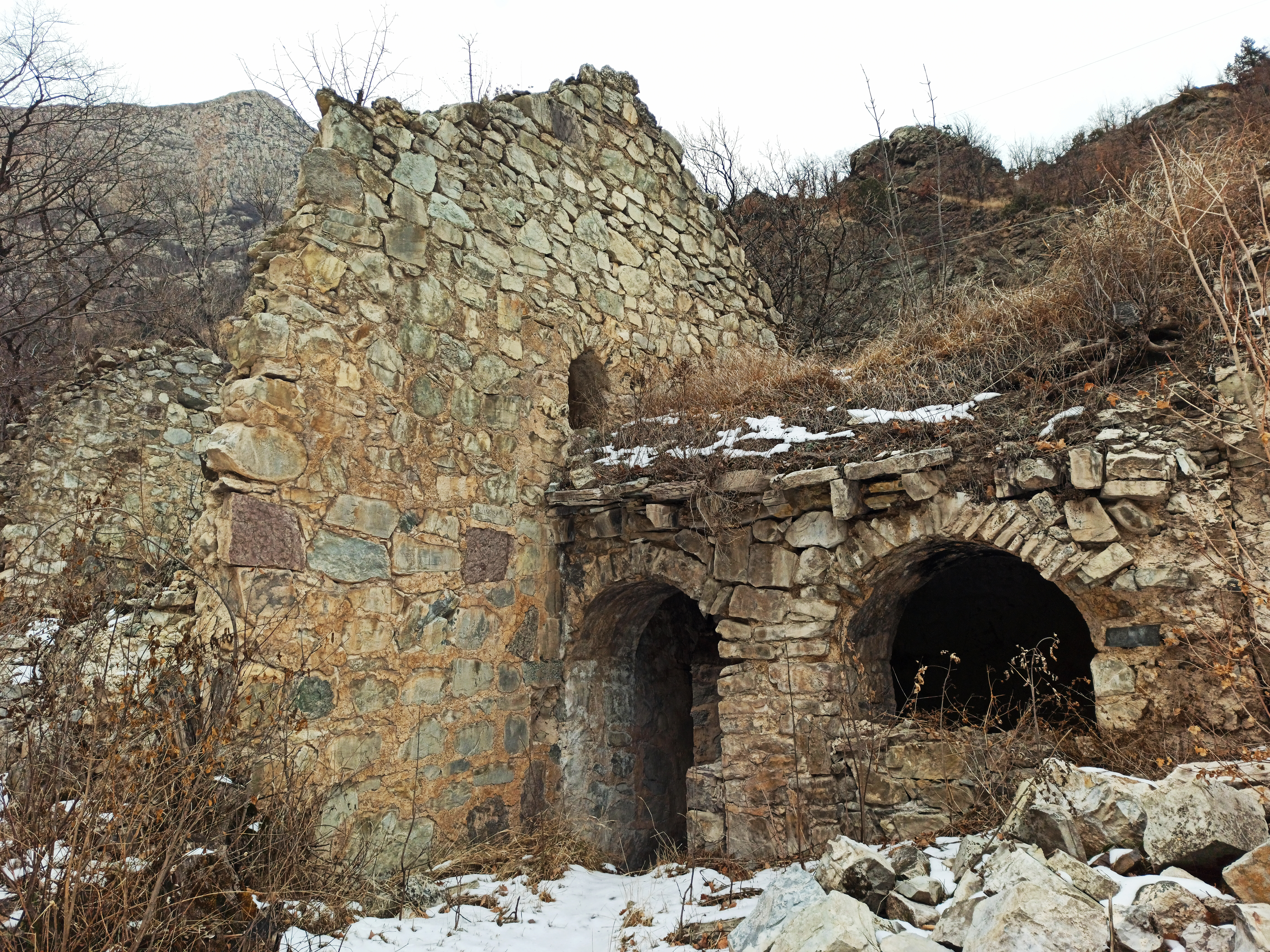
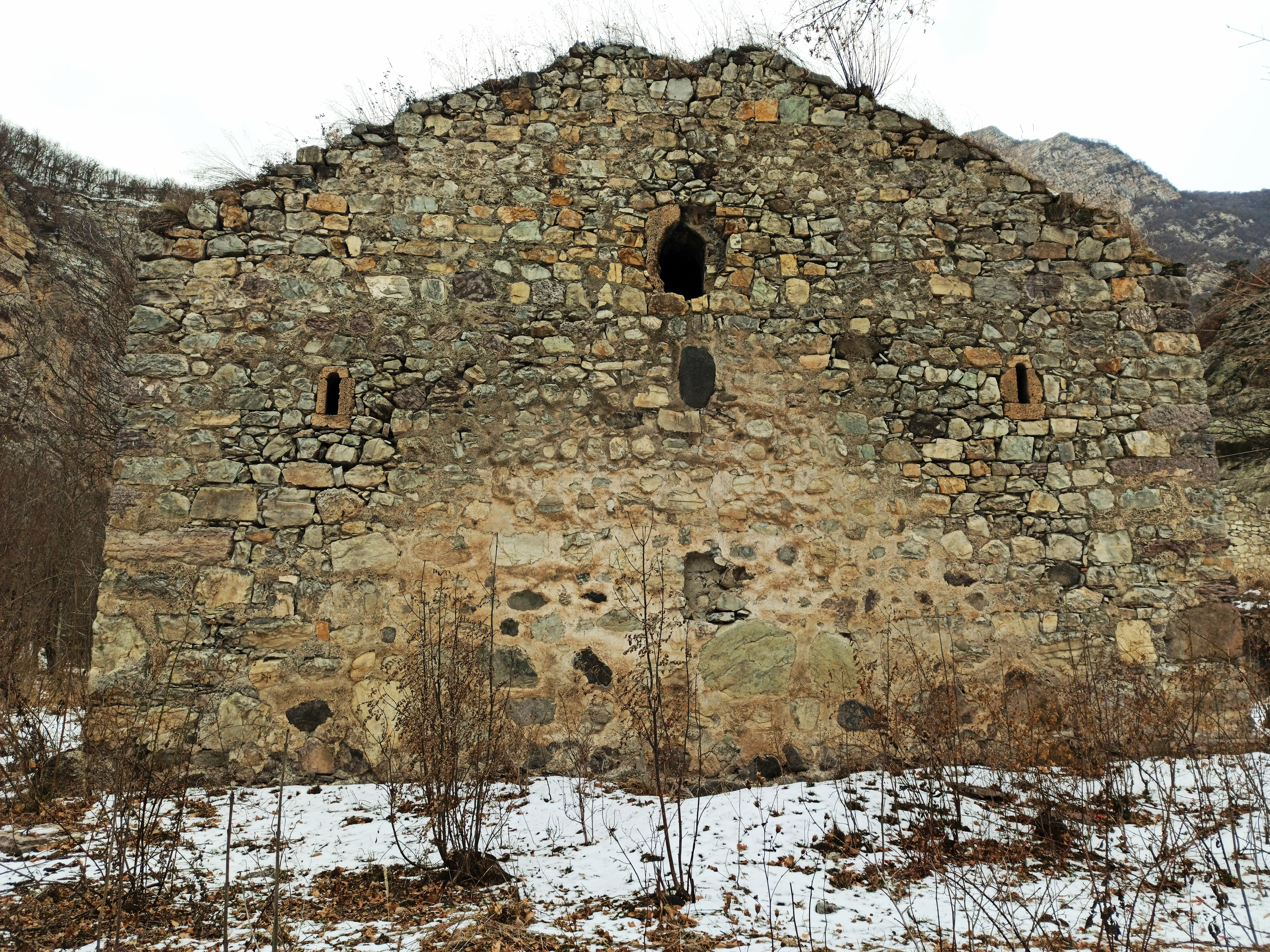
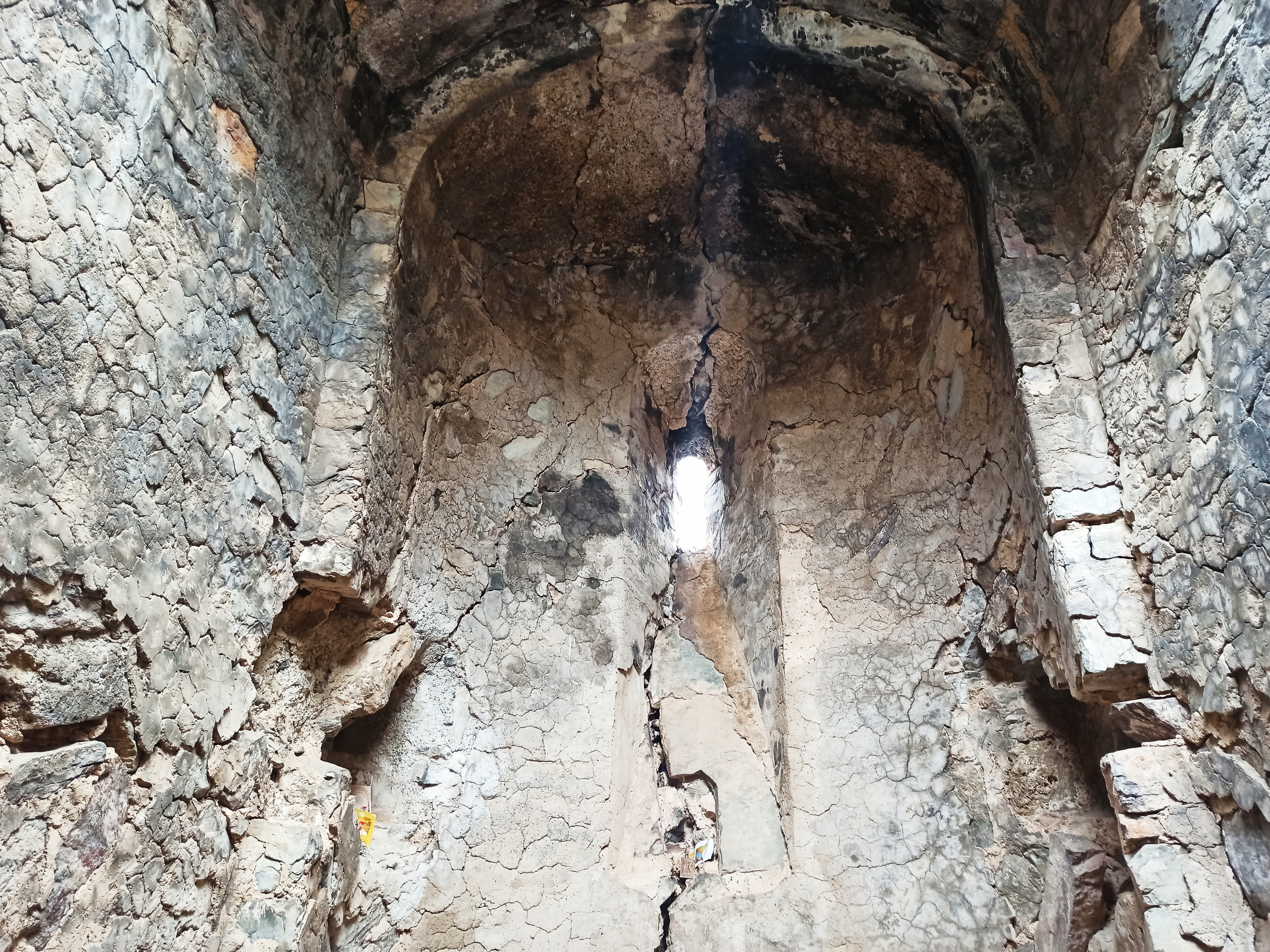
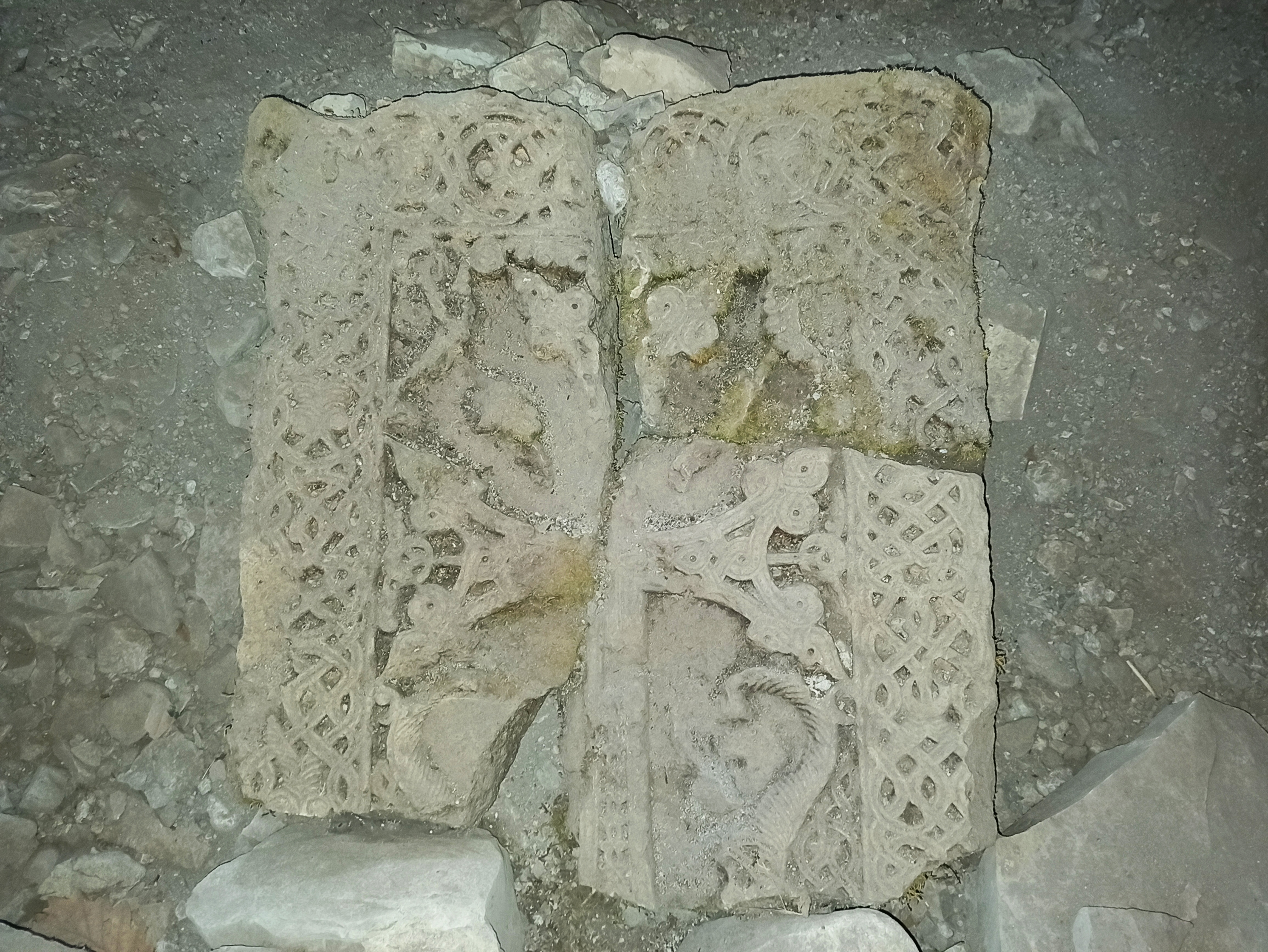
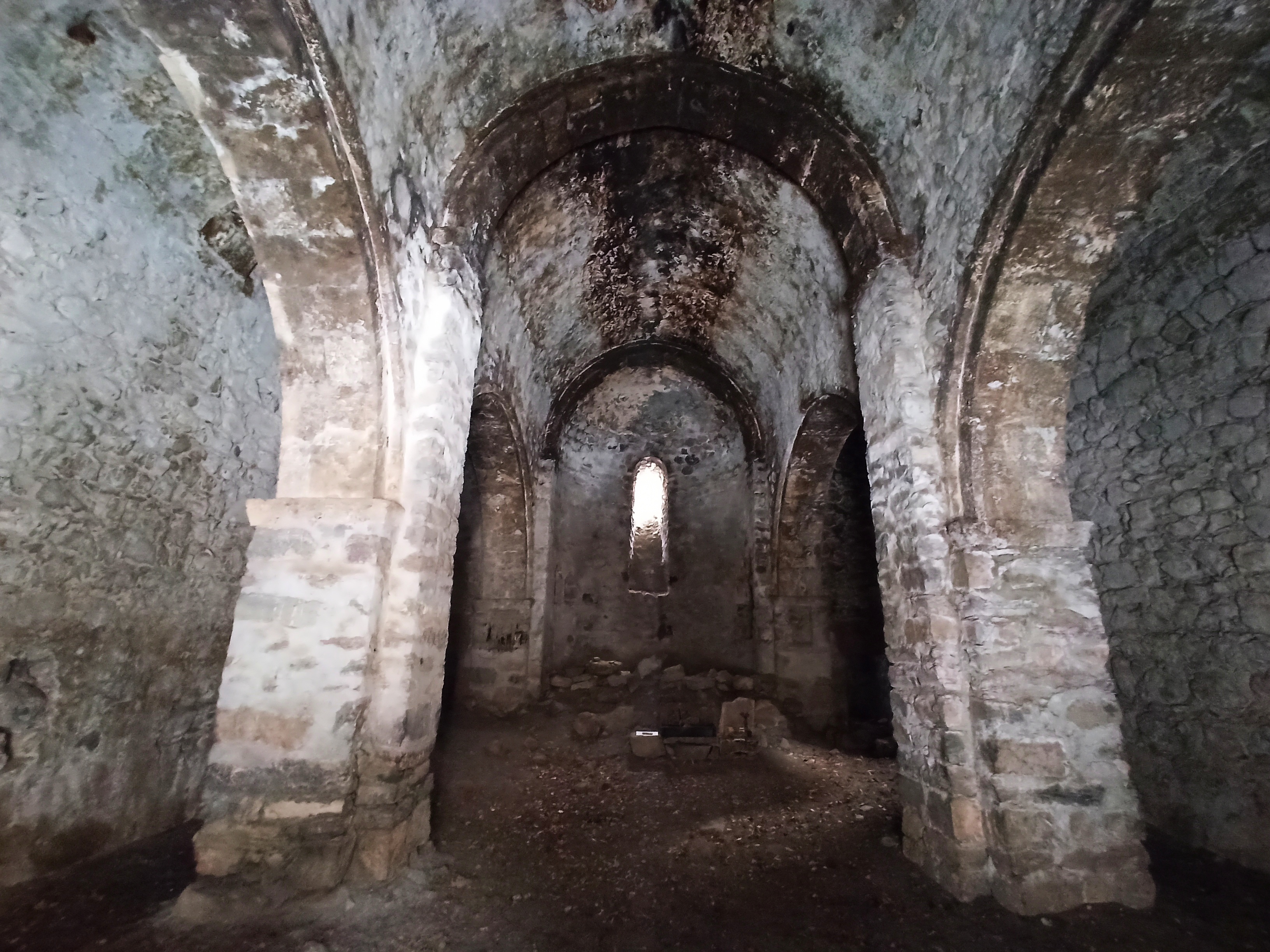